# Alcterogystia
Alcterogystia is een geslacht van vlinders van de familie houtboorders (Cossidae).

## Soorten
- A. frater (Warnecke, 1929)
- A. l-nigrum (Bethune-Baker, 1894)